# 자쿠오 르 크로퀀
《자쿠오 르 크로퀀》(프랑스어: Jacquou le Croquant)은 프랑스에서 제작된 로랑 부토나 감독의 2007년 모험, 드라마 영화이다. 가스파르 윌리엘 등이 주연으로 출연하였고 로맹 르그랑 등이 제작에 참여하였다.

## 출연

### 주연
- 가스파르 윌리엘
  - 레오 르그랑 (아역)

### 조연
- 쥐디트 다비스
- 알베르 뒤퐁텔
- 마리조제 크로즈
- 조슬랭 키브랭
- 올리비에 구르메
- 보야나 파니치
- 시시 뒤파르크
- 말리크 지디
- 뱅상 발라동
- 제랄드 토마생
- 제롬 키르셰
- 피에르 오스다
- 도라 돌
- 체키 카리오
- 클로드 베리

## 제작진
- 미술: 크리스티앙 마르티
- 배역: 프랑수아즈 메니드레